# 196772 Fritzleiber
196772 Fritzleiber è un asteroide della fascia principale. Scoperto nel 2003, presenta un'orbita caratterizzata da un semiasse maggiore pari a 2,8436112 UA e da un'eccentricità di 0,0724920, inclinata di 1,31497° rispetto all'eclittica.